# Polyrhachis latreillii
Polyrhachis latreillii é uma espécie de formiga do gênero Polyrhachis, pertencente à subfamília Formicinae.